# Krzyżówka (województwo małopolskie)
Krzyżówka – wieś w Polsce położona w województwie małopolskim, w powiecie nowosądeckim, w gminie Łabowa.
W latach 1975–1998 miejscowość administracyjnie należała do województwa nowosądeckiego.

## Transport
- Droga krajowa nr 75: Kraków – Nowy Sącz – Muszynka – granica państwa
- Droga wojewódzka nr 971: Piwniczna-Zdrój – Krynica-Zdrój – Krzyżówka
- Droga wojewódzka nr 981: Krzyżówka – Grybów – Zborowice

## Demografia
Ludność według spisów powszechnych (w 2009 według PESEL).
| Rok    | 1900 | 1921 | 1931 | 2002 |
| Liczba | 34   | 31   | 40   | 35   |

| Zwierzęta | Konie | Bydło | Owce | Świnie |
| Liczba    | 2     | 124   | 14   | 6      |